# Gjallarhoorn

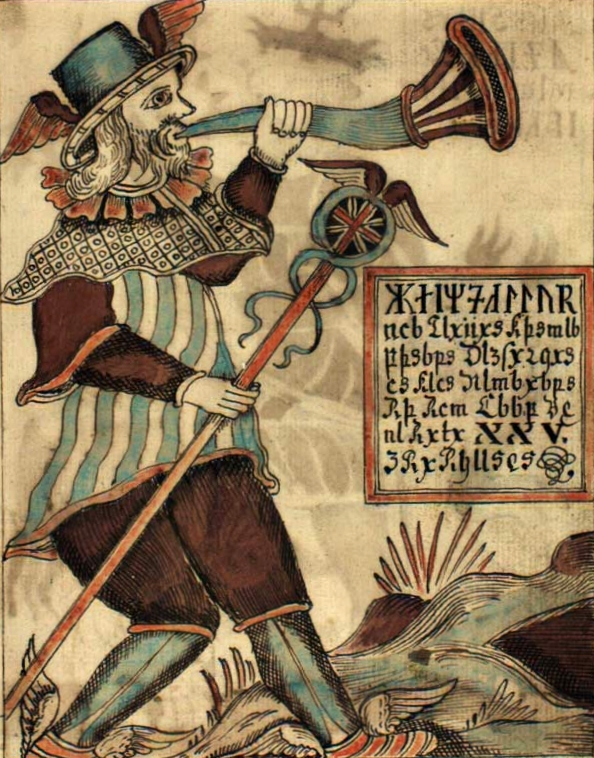
Heimdallr blaast de Gjallarhorn (en houdt een caduceus vast) in deze illustratie uit een 18de-eeuws IJslands manuscript.

De Gjallarhoorn is een hoorn uit de Noordse mythologie. Hij wordt bewaard door Heimdal, de wachter der goden, die de regenboogbrug Bifrost bewaakt en zit verborgen onder de Yggdrasil boom. Via deze hoorn geeft hij boodschappen van de goden vanuit Asgard naar de stervelingen in Midgard door. 
Met Ragnarok laat Heimdal deze hoorn alom luid weergalmen, zodat al de goden en hun volgelingen weten dat de beslissende strijd is aangebroken en dat ze zich naar de Vigrid-vlakte moeten begeven, de vlakte waar de strijd tussen goed en kwaad zal worden uitgevochten. Maar in de Noordse mythologie is dit geen strijd tussen goed en kwaad zoals in de christelijke betekenis. Het is eerder een strijd tussen chaos en kosmos.
Uit de Gjallarhoorn drinkt volgens Snorri Sturluson in afwachting Mímir de mede van de wijsheid vanuit de bodem van zijn bron.

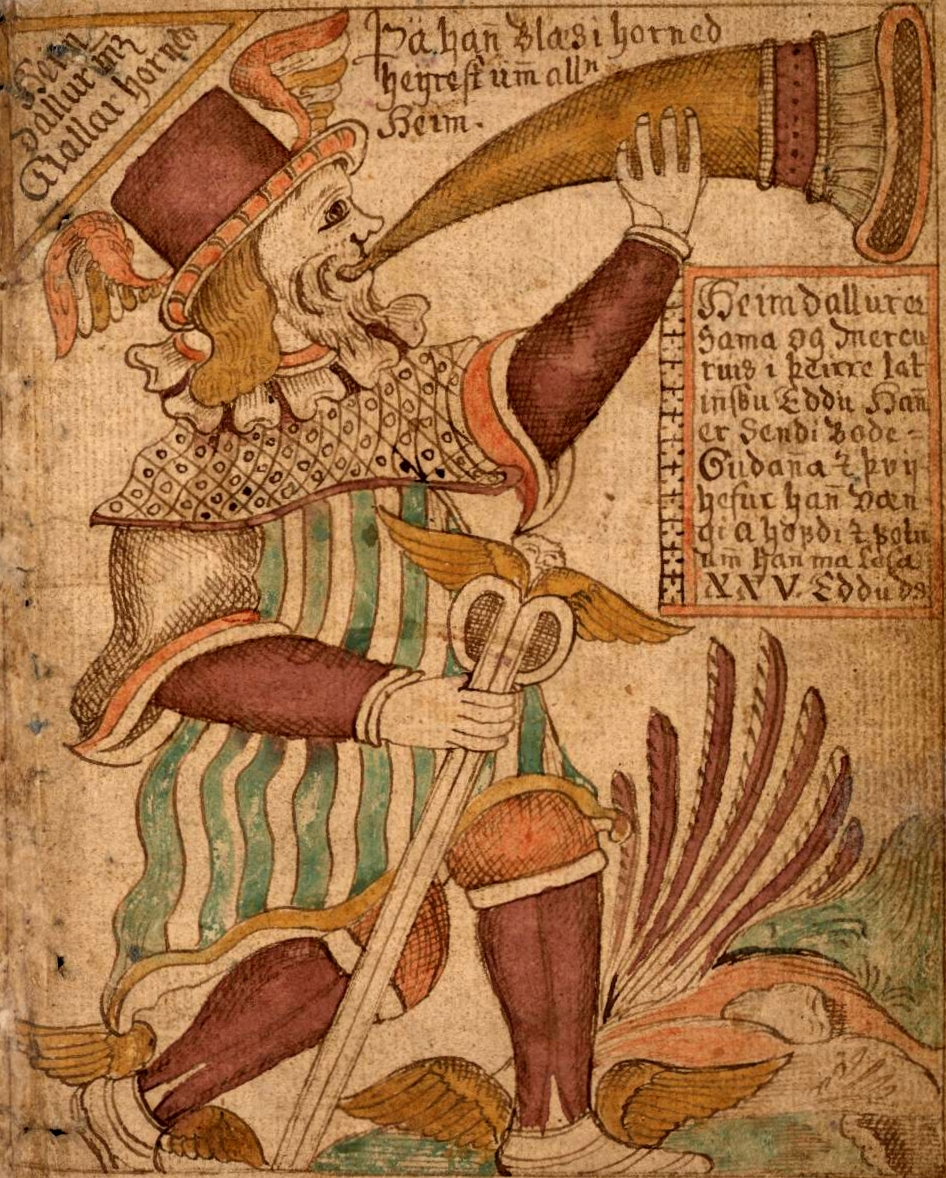
Heimdall blaast op de Gjallarhoorn, 18e eeuw
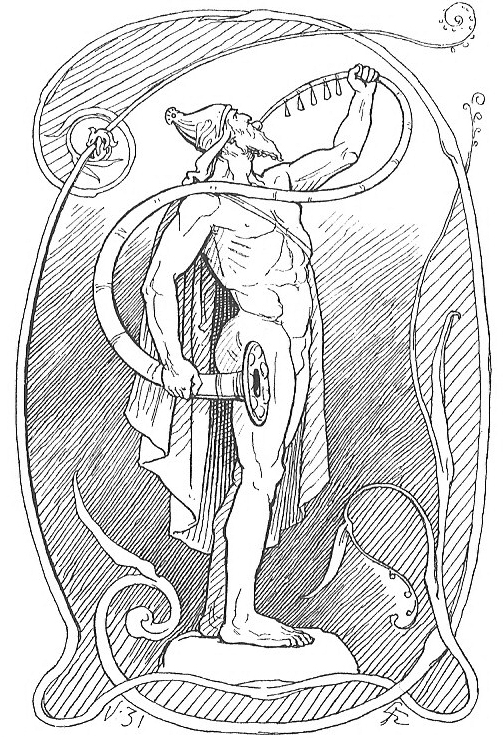
Heimdall blaast op de Gjallarhoorn, 1895
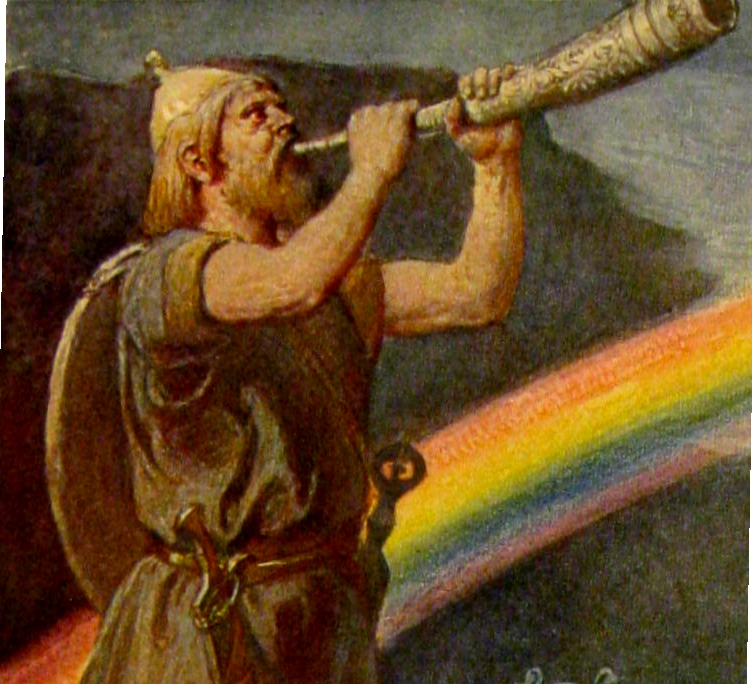
Heimdall blaast op de Gjallarhoorn bij de brug Bifröst, 1905